# Нијепор N.12
Нијепор N.12 (фр. Nieuport N.12) је француски једноседи или двоседи ловац-извиђач. Авион је први пут полетео 1915. године. 

Највећа брзина у хоризонталном лету је износила 155 km/h. Размах крила је био 9,03 m а дужина 7,30 m. Маса празног авиона је износила 637 килограма а нормална полетна маса 920 килограма.

## Пројектовање и развој
Авион Нијепор 12 (Нијепор N.12) је пројектовао Густава Делаге на основу свог претходника авиона Нијепор 10, одговарајући на све веће захтеве који је западни фронт постављао пред извиђачке авионе.

## Технички опис
Авион Нијепор 12 је био једномоторни двокрилни двоседи авион дрвене конструкције. Био је опремљен ротативним мотором Le Rhone 9C снаге 60 kW (прва серија) или моторима Clerget 9 снаге 110 или 130 KS.

## Наоружање
| Наоружање авиона: Нијепор      |                                         |
| Ватрено (стрељачко) наоружање  |                                         |
| Топ                            |                                         |
| Митраљез                       |                                         |
| Број и ознака митраљеза        | 1 Викерс напред и понекад 1 Луис позади |
| Калибар                        | 7,7                                     |
| Бомбардерско наоружање (бомбе) |                                         |
| Ракетно наоружање (ракете)     |                                         |

## Корисници
| - Аргентина - Бразил - Естонија - Француска - Финска - Португалија - Русија | - Краљевина Србија - САД - Украјина - Тајланд - Велика Британија - СССР |

## Оперативно коришћење
Авион Нијепор 12 се производио у Француској а по лиценци у Великој Британији и Јапану, процењује се да је произведено око 1.000 примерака ових авиона. Иако је направљено 11 типова ових авиона масовно су се производила 5 типова. Ови авиони су се користили на свим ратиштима Првог светског рата. Због своје еластичности коришћен је као извиђачки авион, ловац, авион за везу, патролни авион, авион за обуку и тренажу пилота, транспортни авион, лаки бомбардер итд. У употреби су се задржалисве до прве половине двадесетих година.

### Коришћење авиона Нијепор 12 у Краљевини Србији
На Солунском фронту са овај авион масовно користио и то код свих савезничких ваздухопловстава и то од Албаније па преко Егеја до Румуније. Често су коришћени за обављане дугих прелета од Солунског фронта до Румуније као о до окупиране Србије.